# بحران انرژی دهه ۲۰۰۰

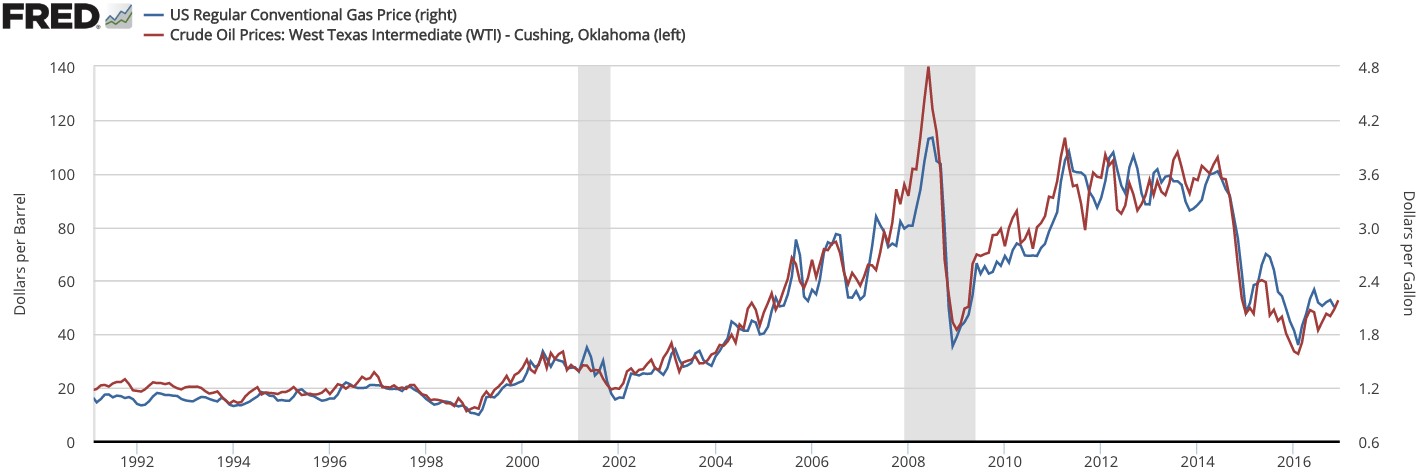
قیمت نفت خام نسبت به قیمت گاز

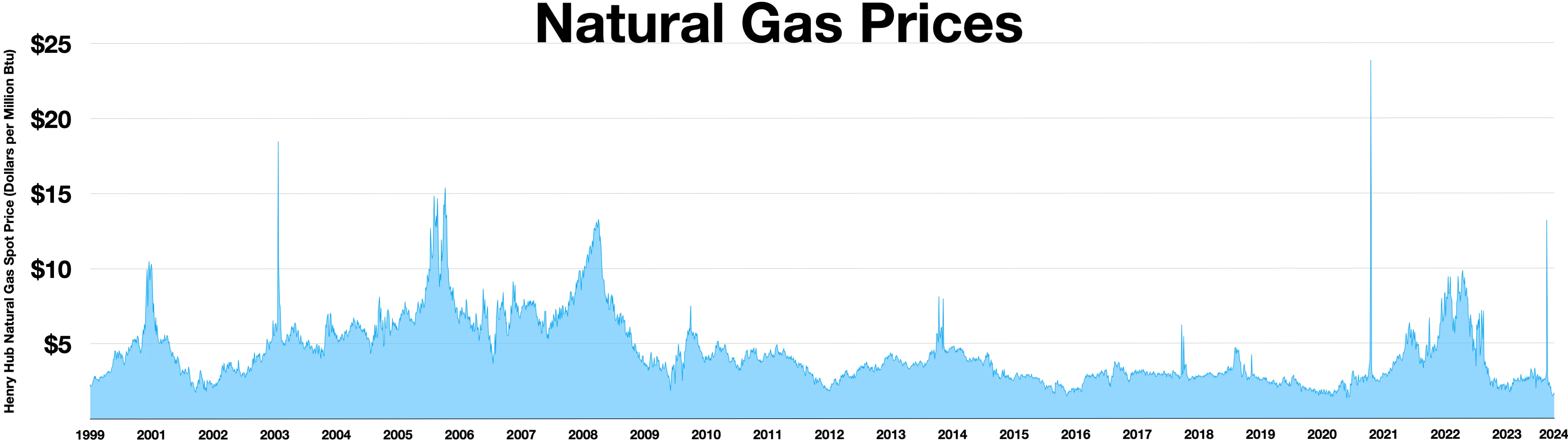
قیمت گاز طبیعی هنری هاب

از اواسط دهه ۱۹۸۰ تا سپتامبر ۲۰۰۳، قیمت تعدیل شده بر اساس تورم هر بشکه نفت خام در بورس کالای نیویورک به‌طور کلی کمتر از ۲۵ دلار آمریکا در هر بشکه در دلار در سال ۲۰۰۸ بود. در طول سال ۲۰۰۳، قیمت به بالای ۳۰ دلار رسید، تا ۱۱ اوت ۲۰۰۵ به ۶۰ دلار رسید و در ژوئیه ۲۰۰۸ به ۱۴۷٫۳۰ دلار رسید. مفسران، این افزایش قیمت‌ها را به عوامل بسیاری از جمله تنش در خاورمیانه، افزایش تقاضا از سوی چین، کاهش ارزش دلار آمریکا، گزارش‌هایی مبنی بر کاهش ذخایر نفت، نگرانی در مورد اوج نفت، نسبت دادند. و سفته‌بازی‌های مالی نسبت می‌دهند.